# Именилац
Код разломака, именилац је број који се пише испод разломачке црте и, уједно, указује на колико је једнаких делова подељена целина.
бројилац
—————
 именилац
Вредност имениоца се користи у називу разломка, он именује делове целине, одакле му је и изведен назив: половине, трећине, четвртине, петине,... Уколико је вредност имениоца једнака вредности бројиоца, разломак је једнак јединици.
Уколико је именилац разломка број 100, могуће је записати разломак у облику процента, односно, записати само бројилац, а иза њега знак %, који замењује реч проценат.

## Пример
Нека је дат разломак {\displaystyle {\frac {2}{3}}}.
У овом примеру 3 је именилац, 2 је бројилац. Разломак би речима био записан као две трећине.

## Дозвољене вредности имениоца
Разломак је дефинисан акко му је именилац различит од нуле, зато што дељење нулом нема смисла у алгебри и аритметици.
Сведени разломак који означава рационалан број мора имати целобројни именилац.

## Негативни разломци
Код негативних разломака се, по договору, узима да је именилац позитиван. Сваки негативни разломак се може написати тако да му је именилац позитиван зато што важи следећи низ једнакости:
{\displaystyle {\frac {a}{-b}}=1\times {\frac {a}{-b}}={\frac {-1}{-1}}\times {\frac {a}{-b}}={\frac {-1\times a}{-1\times -b}}={\frac {-a}{b}}.}